# Тойо-Мару (4163 GRT)
Тойо-Мару (Toyo Maru) — судно, яке під час Другої японо-китайської війни та Другої світової війни взяло участь у операціях японських збройних сил на півдні Китаю, у Південно-Східній Азії та Океанії.

## Початок історії судна
Тойо-Мару спорудили в 1937 році на верфі Harima Shipbuilding and Engineering у Айой на замовлення компанії Sawayama Kisen. По завершенні судно почало роботу на лінії між Токіо, рядом інших портів Японії (Нагоя, Осака, Кобе, Моджі) та портами Формози (Тайваню), зокрема Кіруном і Такао (наразі Цзілун та Гаосюн).
9 жовтня 1939-го на тлі Другої японо-китайської війни судно реквізували для потреб Імперського флоту Японії, З листопада 1940-го воно переважно здійснювало рейси між південнокитайськими водами та Мако (важлива база ВМФ на Пескадорських островах у південній частині Тайванської протоки), Такао і Сасебо (західне узбережжя Кюсю).

## Рейси до Південно-Східної Азії
На початку грудня 1941-го Тойо-Мару прибуло з Китаю до Сасебо, а 11—23 грудня пройшло звідси через Такао та Хайкоу (порт на китайському острові Хайнань) до бухти Камрань (центральна частина узбережжя В'єтнаму). Остання виступала важливою базою для японських десантних операцій у Малаї та на Борнео, втім, Тойо-Мару не залучили до них. Натомість судно в найближчі кілька тижнів відвідало інші в'єтнамські порти Кап-Сен-Жак та Сайгон (наразі Вунгтау та Хошимін відповідно), потім побувало в Гонконзі, а 6—15 січня 1942-го повернулось через Такао та Конью (острів Амаміосіма в архіпелазі Рюкю) до Сасебо.
Після відвідання кількох портів метрополії Тойо-Мару 30 січня 1942-го знову вирушило із Сасебо до Південно-Східної Азії. Під час рейсу, який тривав до 11 березня, судно побувало в портах Амой (материкове узбережжя Тайванської протоки), Такао, Самах (острів Хайнань), Камрань, Кап-Сен-Жак, Сайгон, Мако та Аньпін (ще один порт на Формозі, наразі увійшов до складу Тайнаня).
Протягом наступних трьох місяців Тойо-Мару здійснило численні рейси, під час яких відвідало (деякі не по одному разу) японські порти Моджі, Йобуко, Сасебо, Куре, Хірохато, Йокосука, Цукумі, Кобе, Осака, Міїке, Токуяма, Муцуре, китайський Шанхай, Чіннампо (наразі корейський порт Нампхо на Жовтому морі).
11 червня 1942-го Тойо-Мару вийшло із Муцуре у третій похід до Південно-Східної Азії. На цей раз судно побувало у Мако, Манілі, Балікпапані (центр нафтової промисловості на східному узбережжі Борнео), Макассарі (південно-західний півострів острова Сулавесі), Сурабаї (головне місто на сході Яви), Сінгапурі, Кап-Сен-Жак, Кіруні та 12 серпня повернулось до метрополії.

## Рейси на Сахалін та до Мікронезії
До завершення першої декади вересня 1942-го Тойо-Мару проходило ремонт на верфі в Айой, а потім протягом кількох тижнів здійснило рейс до північної частини країни, де, зокрема, відвідало Чірікоро та Нісі-Нокоро (наразі Нєрпіч'є та Владімірово на острові Сахалін).
28 жовтня 1942-го Тойо-Мару вийшло з Йокосуки, з 31 жовтня по 8 листопада перебувало на острові Тітідзіма, 11—24 листопада — на острові Мінаміторісіма (Маркус), а 27 листопада прибуло на Тініан (Маріанські острови). У наступні кілька діб судно відвідало Сайпан та Гуам (у тому ж Маріанському архіпелазі), а 6—13 грудня пройшло в метрополію до порту Моджі.

## Новий рейс до Південно-Східної Азії
З 15 грудня 1942 по 9 лютого 1943 Тойо-Мару перебувало в четвертому поході до Південно-Східної Азії, під час якого побувало в Шанхаї, Гонконзі, Сайгоні, Сінгапурі, Камрані та Кіруні. При цьому 29 січня невдовзі після виходу з Камрані судно налетіло на морську міну, яка, втім, не вибухнула.

## Похід до Меланезії
До кінця лютого 1943-го Тойо-Мару відвідало кілька портів метрополії, а 28 лютого — 8 березня пройшло з конвоєм із Йокосуки на атол Трук у центральній частині Каролінських островів (ще до війни японці створили тут свою найбільшу базу ВМФ у Океанії). 11—15 березня судно перейшло до Рабаула — головної передової бази в архіпелазі Бісмарка, з якої провадились операції на Соломонових островах та сході Нової Гвінеї.
1 травня 1943-го Тойо-Мару рушило у зворотний шлях, проте за іншим маршрутом. Спершу воно пройшло з конвоєм до Палау (важливий транспортний хаб на заході Каролінських островів), куди прибуло 8 травня. Далі воно побувало на острові Ангаур у тому ж архіпелазі Палау, а 23—31 травня перейшло з конвоєм P-523 з Палау до японського порту Саєкі.
На початку червня 1943-го судно відвідало корейський порт Конан (північна частина східного узбережжя півострова), а в середині місяця побувало у японських Міїке, Осаці та Йоккаїчі.

## Останній рейс
22 червня 1943-го Тойо-Мару прибуло до Йокосуки, звідки вийшло 25 червня на Трук у складі конвою № 3625. Втім, вночі 26 червня вже за дві сотні кілометрів від виходу з Токійської затоки біля острова Хатідзьо́ (острови Ідзу) конвой перехопив американський підводний човен USS Jack. Останній торпедував «Тойо-Мару», що затонуло за пів години. Загинула лише одна особа, а порятунок решти здійснив водяний танкер «Коан-Мару».